# Euselates setipes
Euselates setipes är en skalbaggsart som beskrevs av John Obadiah Westwood 1854. Euselates setipes ingår i släktet Euselates och familjen Cetoniidae. Inga underarter finns listade i Catalogue of Life.